# Aktobé
Aktobé (kazakh: Ақтөбе/Aqtöbe) és una ciutat al riu Ilek al Kazakhstan. És el centre administratiu de la província d'Aktobé. La superfície de la ciutat és de 400 km². El 2013 tenia 371.546 persones. Fins al 1999 s'anomenava Aktiúbinsk (rus: Актю́бинск).

## Fills il·lustres
- Raixid Nejmetdínov (1912-1974), jugador d'escacs.
- Khaziza Zhubanova (1927-1993), compositora musical.